# Ali bin Khalid Al Thani
Le Sheikh Ali bin Khalid Al Thani (né le 1er septembre 1982) est un cavalier qatarien de saut d'obstacles, membre de la famille souveraine des Al Thani. Début 2014, il est au 93e rang mondial de cette discipline. Il a commencé l'équitation à l'âge de 17 ans. Il a gagné de très nombreuses places au classement international entre 2012 et 2013. Lors d'une interview accordée à Laetitia Bataille pour Cheval Savoir, il déclare se montrer très attentif aux conseils extérieurs afin d'apprendre le mieux possible.
Il est porte-drapeau du Qatar lors de la parade des nations et a participé aux épreuves d'équitation aux Jeux olympiques d'été de 2016. En saut d'obstacles individuel, il termine 6e. Aux épreuves par équipe, il décroche la 9e place avec l'équipe du Qatar,,.

## Chevaux
- Cantaro 32